# SC Beira-Mar
Der SC Beira-Mar ist ein portugiesischer Sportverein aus Aveiro, der für seine Fußballabteilung der Herren bekannt ist. Diese spielte 27 Jahre in der höchsten portugiesischen Spielklasse, zuletzt in der Saison 2012/13. Nach finanziellen Schwierigkeiten folgte ein Abstieg in die Amateurklassen. In der Saison 2020/21 tritt die Mannschaft in der dritten portugiesischen Liga an.

## Historie
Der SC Beira-Mar wurde 1922 gegründet. Er stieg erstmals 1961 in die erste portugiesische Fußballliga, die Primeira Liga auf. In den folgenden Jahrzehnten spielte der Verein immer wieder für meist wenige Saisons in der höchsten Spielklasse, aus der er bis heute insgesamt zehnmal abstieg. In den 1970er-Jahren war Beira-Mar in sieben Spielzeiten in der Primeira Liga vertreten. 1976 spielte der mittlerweile 34-jährige Weltstar Eusébio für ein Jahr im Verein. Nach einer langen Abstinenz in den 1980er-Jahren folgte zwischen 1988 und 1995 die längste ununterbrochene Zugehörigkeit des Vereins zu ersten Liga. In dieser Zeit erreichte Beira-Mar mit dem sechsten Platz in der Saison 1990/91 seine beste Platzierung und zog in der gleichen Spielzeit erstmals ins portugiesische Pokalfinale ein. 1999 gelang schließlich der Gewinn des Pokalwettbewerbs und damit der größte Erfolg der Vereinsgeschichte. Gleichzeitig erfolgte ein weiterer Abstieg in die zweite Liga. Durch den Pokalsieg nahm Beira-Mar 1999/2000 als Zweitligist am UEFA-Pokal teil, bei dem die Mannschaft in der ersten Runde am niederländischen Vitesse Arnheim scheiterte.
Am 23. Februar 2002 gewann der SC Beira Mar beim FC Porto mit 3:2. Damit war der Club bis 2011 der einzige, der einer von José Mourinho trainierten Mannschaft in einem Ligaspiel eine Heimniederlage beibringen konnte.
Letztmals spielte Beira-Mar von 2010 bis 2012 in der Primeira Division. 2015 wurde der Verein aus finanziellen Gründen in die zweite regionale Liga des Distrikts Aveiro herabgestuft. Zur Saison 2019/20 gelang der Aufstieg in die dritte Liga.

## Stadion
Der SC Beira-Mar trug seine Heimspiele jahrzehntelang im 1935 erbauten Estádio Mário Duarte aus. 2003 wurde das Estádio Municipal de Aveiro als Austragungsort für die Fußball-Europameisterschaft 2004 fertiggestellt. Dieses diente bis 2015 als Heimstätte Beira-Mars, bevor der Verein vorübergehend wieder in sein altes Stadion umzog. 2020 wurde das alte Estádio Mário Duarte aus dem Jahr 1935 abgerissen und der Verein spielt mittlerweile wieder in dem 2003 neu errichteten Estádio Municipal de Aveiro.

## Erfolge
- Portugiesischer Pokal: 1
  - 1999